# Койро, Кэт
Кэт Ко́йро (англ. Kat Coiro; род. в Нью-Йорке, США) — американский кинорежиссер, продюсер и сценарист. Кэт сняла пилотные эпизоды телесериалов Girls5Eva и Florida Girls. В 2022 году она сняла фильм «Первый встречный» для Universal Pictures. Прежде чем стать продюсером и студийным кинорежиссером, Койро работала над многими эпизодическими шоу, включая «Мертв для меня», «Американская семейка», «Бесстыдники» и «В Филадельфии всегда солнечно». В 2021 году была назначена на пост режиссёра предстоящего сериала «Женщина-Халк: Адвокат» для стримингового сервиса Disney+, действие которого будет происходить в медиафраншизе «Кинематографическая вселенная Marvel».

## Биография
Она начала свою карьеру с написания, режиссуры и продюсирования малобюджетных независимых фильмов, включая фаворита фестиваля 2013 года «И пока мы были здесь», который она сняла в Италии за 11 дней и 150 000 долларов, будучи беременной. Койро обучалась театральному искусству в Московском Художественном театре в России, Университете Карнеги-Меллона и некоторое время работала научным сотрудником по программе MFA в AFI. Она родилась в Нью-Йорке, жила в Майами и училась в школе-интернате при Академии искусств Интерлохен, где она руководит летней программой. Имеет троих детей с мужем Рисом Койро.

## Деятельность

### Телевидение
| Год       | Название                      | Комментарии                                                                                             | Прим. |
| --------- | ----------------------------- | --- | ----- |
| 2014      | Slouching Towards Adulthood   | Пилотный эпизод для NBC по книге Салли Кослоу                                                           | [ 1 ] |
| 2015      | Splitting the Difference      | Пилотный эпизод для ABC по мемуарам Тре Миллера Родригеса                                               | [ 2 ] |
| 2016      | Без названия                  | Пилотный эпизод для канала ABC, основанный на истории взросления над гаитянским рестораном в Майами-Бич | [ 3 ] |
| 2017      | Руководство подруг к разводу  | |       |
| 2017      | Alone Together                | ABC Freeform                                                                                            |       |
| 2017      | Мик                           | |       |
| 2017      | Бруклин 9-9                   | |       |
| 2017      | Моцарт в джунглях             | |       |
| 2018      | Sideswiped (TV series)        | 2 эпизода                                                                                               |       |
| 2018      | Florida Girls                 | Пилотный эпизод                                                                                         |       |
| 2018      | Проблемы с папой              | Пилотный эпизод                                                                                         |       |
| 2018      | В Филадельфии всегда солнечно | |       |
| 2018      | Бесстыдники                   | |       |
| 2018      | Американская семья            | |       |
| 2018      | Детки в порядке               | |       |
| 2018-2019 | Одинокие родители             | |       |
| 2019      | Мёртв для меня                | |       |
| 2021      | Girls5Eva                     | |       |
| 2022      | Женщина-Халк: Адвокат         | 6 эпизодов (также как исполнительный продюсер)                                                          | [ 4 ] |
| TBA       | The Spiderwick Chronicles     | 2 эпизода (также как исполнительный продюсер)                                                           | [ 5 ] |

### Фильмы
| Год  | Название                | Известна как | Известна как | Известна как | Комментарии                   |
| Год  | Название                | Кинорежиссер | Сценарист    | Продюсер     | Комментарии                   |
| ---- | ----------------------- | ------------ | ------------ | ------------ | ----------------------------- |
| 2011 | Лучшие друзья и ребёнок | Да           | Да           | Да           | Режиссерский дебют Сопродюсер |
| 2012 | And While We Were Here  | Да           | Да           | Да           |                               |
| 2013 | Дело в тебе             | Да           | Нет          | Нет          |                               |
| 2022 | Первый встречный        | Да           | Нет          | Нет          |                               |

## Внешние ссылки
- Kat Coiro (англ.) на сайте Internet Movie Database
- KatCoiro.com